# Folyami disznó
A folyami disznó (Potamochoerus larvatus) az emlősök (Mammalia) osztályának párosujjú patások (Artiodactyla) rendjébe, ezen belül a disznófélék (Suidae) családjába tartozó faj.

## Előfordulása
A folyami disznó Afrikában a Szaharától délre fekvő nedves erdeiben, szavannáin, előhegységeinek bozótosaiban, mocsaraiban és füves területein, valamint Madagaszkáron él. Madagaszkár szigetére valószínűleg csak betelepítették. Mire az első fehér felfedezők eljutottak Madagaszkárra már ott találták a folyami disznót, de a sziget földtörténetileg korábbi időszakaiban nincs nyoma, így valószínűleg a szigetre betelepülő őslakók hozták be Afrikából. Ilyen valószínűleg szintén betelepített állatok élnek a Comore-szigeteken és Mayotte szigetén is.

## Alfajok
- Potamochoerus larvatus edwardsi A. Grandidier, 1867
- Potamochoerus larvatus hassama Heuglin, 1863
- Potamochoerus larvatus koiropotamus Desmoulins, 1831
- Potamochoerus larvatus larvatus F. Cuvier, 1822
- Potamochoerus larvatus nyasae Forsyth Major, 1897
- Potamochoerus larvatus somaliensis De Beaux, 1924

## Megjelenése
Az állat hossza 100-150 centiméter, marmagassága 66-100 centiméter, farokhossza 30-40 centiméter és testtömege 55-150 kilogramm. Teste erős és zömök. Színezete egész testén sötétbarna. Pofáján és fején világosabb a szőr. Ormányszerű pofája megkeményedett, mozgatható csúcsban végződik, amellyel a földet túrja. Két rövid, felfelé forduló agyarával ki tudja kaparni az ehető gyökereket. Négy patás lábujja van, de csak a harmadik és a negyedik ujján jár, a másik kettő nem érinti a kemény talajt.

## Életmódja
A folyami disznó magányosan, vagy kisebb csapatokban él. Tápláléka növények, kisebb állatok és dögök. Az állat 10-15 évig él.

## Szaporodása
Az ivarérettséget 18 hónapos korban éri el. A párzási időszak ősszel van. A vemhesség 120-127 napig tart, ennek végén 1-4 malac születik. Az elválasztás körülbelül 3 hónap után következik be, de a malacok, a következő alomig az anyjukkal maradnak.

## Rokon fajok
A folyami disznó legközelebbi rokona és a Potamochoerus emlősnem másik faja, a bojtosfülű disznó (Potamochoerus porcus).